# Pyrinia insula
Pyrinia insula là một loài bướm đêm trong họ Geometridae.